# Українська Волонтерська Служба
Українська Волонтерська Служба або УВС — всеукраїнська громадська організація, яка була заснована в Одесі у 2017 році. Місія організації — розвивати культуру волонтерства та взаємодопомоги в Україні.
Українська Волонтерська Служба надає екосистемну підтримку волонтерським ініціативам: залучає людей до волонтерства, надає психологічну та юридичну підтримку, навчає та фінансує волонтерські ініціативи, адвокатує інтереси волонтерського руху на всеукраїнському рівні.

## Історія
У 2017 році патріотична молодь з Одеси заснувала організацію з метою розвитку культури волонтерства в Україні. Молодь побачила, що попри активний волонтерський рух, що виник після Революції Гідності, багато людей не знають, як почати волонтерити та до яких організацій можна долучитися. Згодом організація перейшла на всеукраїнський рівень та почала залучати, навчати та підтримувати волонтерів з усіх областей України.
Першою всеукраїнською програмою УВС став проєкт Агенти Волонтерства. УВС відібрала 50 молодих людей з різних регіонів України, які впродовж року організовували волонтерські проєкти у своїх містах, навчали волонтерству та залучали нових людей до волонтерського руху. За 5 років програми понад 100 молодих людей стали лідерами волонтерських спільнот у своїх містах, 70 відсотків учасників заснували свої організації або долучилися до місцевих організацій як координатори.

## УВС у 2022 році
- З перших днів повномасштабного вторгнення УВС взяла на себе функцію координувати людей, які потребують допомоги, та волонтерів й організацій, які можуть надати допомогу. УВС моніторила потреби у волонтерах у різних регіонах та спрямовувала волонтерів до локальних організацій та спільнот, які потребувати підтримки.
- На третій день вторгнення УВС запустила Волонтерську гарячу лінію, на яку за перший рік роботи надійшло понад 60 тис. запитів від людей на адресну допомогу, евакуацію, пошук зниклик. Волонтери щодня опрацьовували запити та надавали консультації щодо того, як отримати допомогу. Волонтери доставляли продуктові набори, медикаменти, продукти гігієнти, організовували евакуацію цивільними машинами, допомагали з розселенням у шелтерах. Понад 40 тис. людей отримали допомогу завдяки волонтерам гарячої лінії.
- УВС створила ресурс Паляниця Інфо - найбільша база з 1000+ локальних організацій, які надають гуманітарну,психологічну, юридичну та інші види допомоги цивільним.
- У жовтні 2022 року спільно з Prometheus Українська Волонтерська Служба запустила онлайн-курс «Волонтерство під час війни». Під час трьох модулів можна ознайомитись з поняттям «волонтерство» та його напрямками; дізнатись, як працює гуманітарна допомога та що потрібно, аби вберегти себе; навчитись мотивувати себе та команду, створювати власні проєкти й допомагати ефективно.

## Активності
- Національна Волонтерська Платформа

Створили всеукраїнську онлайн платформу, яка поєднує тих хто хоче волонтерити з організаціями та ініціативами, які шукають волонтерів. За час роботи завдяки платформі 101 150 тис. людей долучилися до волонтерства у понад 50 сферах: гуманітарна допомога, евакуація, відбудова, зоозахист, освіти, медицина, культура, онлайн волонтерство, волонтерський фандрейзинг.
- Розвиток молодіжного волонтерства

УВС розвиває молодіжне волонтерство, з фокусом на залучення до волонтерства молоді 14-28 років. Проводить відкриті лекції та нетворкінги, Школи Волонтерства та тренінги з волонтерської діяльності у громадах, волонтерські хакатони. Викладачами цих програм є волонтери, які проходять попереднє навчання. Понад 40 тис. людей пройшли навчання за 2017-2023 роки.
- Розвиток волонтерства в системі загальної середньої освіти

З 2017 року УВС проводить шкільні уроки волонтерства для молоді 13-17 років на базі закладів освіти. Понад 150 тисяч підлітків пройшли навчання з основ волонтерства у 2500+ закладах середньої освіти. Уроки волонтерства проводять освітяни, молодіжні працівники та волонтери за розробленою методологією.
У 2023 році до проведення уроків долучилися українські зірки такі як 5 уроків за участі зіркових гостей: Alyona Alyona, Probass ∆ Hardi, Ліза Майська, Міла Нітіч, Олександра Гонтар, Антоніна Самойлова, Люся Кава, Ольга Цибульська, Катерина Мотріч, Наті Гресько, Даша Мос, Ілона Гвоздьова, Віталій ДейнегаІрина Хоменко й Сергій Колос.
До Міжнародного дня волонтера було проведено Національний онлайн-урок волонтерства, до якого долучилося 30 тис. учнів. Запрошеною зіркою став Олександр Педан, засновник руху Джуніорс.
УВС підтримує ініціативу освітян та молоді створювати волонтерські проєкти на базі закладів освіти, такі як волонтерські клуби, благодійні заходи, волонтерські акції допомоги, толоки. УВС надає навчання та фінансування для створення таких проєктів.
Громадська організація «Українська Волонтерська Служба» спільно з Державною науковою установою «Інститут модернізації змісту освіти» (ІМЗО) розробили програму підвищення кваліфікації вчителів. Відтепер проєкт Шкільний урок волонтерства починає свій шлях у системі освіти, адже завдяки участі у програмі освітяни можуть отримувати кредити ЄКТС для підвищення своєї кваліфікації.
- Підтримка волонтерства на тимчасово окупованих територіях

З квітня 2022 року УВС підтримує волонтерів, які надають адресну допомогу на тимчасово окупованих територіях. Волонтери організовують продуктові набори, засоби гігієни та медикаменти для людей в окупації, надають допомогу з виїздом з окупованих територій. УВС підтримує волонтерів, які виїхали з окупації та продовжують волонтерити на прифронтових територіях.
- Мій телефонний друг

Перша в Україні програма телефонного волонтерства. За основу було взято британський проєкт Call in time. За 2020-2024 роки психосоціальну підтримку волонтерів отримали 1279 самотніх людей літнього віку.
- Адвокаційна діяльність

Проєкт пам’яті загиблих волонтерів. Вдалося задокументувати понад 60 фактів загибелі волонтерів під час надання допомоги.

## Досягнення
У лютому 2021 року Українська Волонтерська Служба увійшла до співініціаторів створення Коаліції за правові реформи для організацій громадянського суспільства.
9 квітня 2021 року Українська Волонтерська Служба підписала меморандум з Міністерством молоді та спорту в Україні та Дитячим фондом ООН (ЮНІСЕФ) в Україні з метою системного розвитку молодіжного волонтерства в Україні.[первинне джерело]
У червні 2022 року УВС від імені українського волонтерського руху здобула міжнародну премію Democracy Award 2022 від Національного фонду демократії (NED). Разом з УВС відзнаку отримали ЦГС, ЦПК та PJL.
У 2022 році УВС представляла Україну на IAVE World Volunteer Conferece в Абу Дабі, ОАЄ.
Голова організації Анна Бондаренко є членкинею Ради з молодіжних питань при Президентові України, де координує напрям підтримки молоді на тимчасово окупованих територіях. Анна Бондаренко входить до міжнародної молодіжної ради урядового об’єднання Community of Democracies.
Співзасновники організації Анна Бондаренко та Ілля Полтавець є лауреатами Премії Кабінету Міністрів України за особливі досягнення молоді в розбудові України. Програмна директорка УВС Олена Вузька у 2022 році отримала державну відзнаку Золоте Серце від Президента України.

## Згадки у ЗМІ
- THE OTHER UKRAINIAN ARMY: https://www.theatlantic.com/ideas/archive/2022/08/ukraine-volunteer-army-russia-odesa/671088/
- Ukrainian Service Volunteer Service CEO: ‘We either defend ourselves or we die’: https://www.foxnews.com/video/6307631660112#sp=show-clips
- Saying “Thank you” without words: how volunteering helps to thank the whole world: https://war.ukraine.ua/articles/saying-thank-you-without-words-how-volunteering-helps-to-thank-the-whole-world/
- «Хлопці будуть вдячні»: https://theukrainians.org/khloptsi-budut-vdiachni/
- 10 найбільш поширених запитань про волонтерство: відповідає Українська Волонтерська Служба: https://www.the-village.com.ua/village/city/asking-question/325591-volonterstvo-101-uvs-2022
- Партнерські матеріали разом з hromadske: https://hromadske.ua/istorii-volonteriv-yaki-dopomahaiut-v-okupatsii
- Режим Бога: п'ять уроків від волонтерського руху за час повномасштабної війни: https://www.pravda.com.ua/columns/2022/04/22/7341414/
- Бачу, що шахраї продають гуманітарку! Що робити? Чи можна з цим боротися? — Можна. Поради від волонтерів та юристів: https://babel.ua/profit/78098-bachu-shcho-shahraji-prodayut-gumanitarku-shcho-robiti-chi-mozhna-z-cim-borotisya-mozhna-poradi-vid-volonteriv-ta-yuristiv
- Зателефонуй мені, коли матимеш час: https://reporters.media/zatelefonuj-meni-koly-matymesh-chas/
- В Україні набирає обертів телефонна лінія, де молодь допомагає подолати самотність літнім людям: https://tsn.ua/video/video-novini/v-ukrayini-nabiraye-obertiv-telefonna-liniya-de-molod-dopomagaye-podolati-samotnist-litnim-lyudyam.html
- Допомогти та не нашкодити. Як стати волонтером під час війни: https://suspilne.media/231159-dopomogti-ta-ne-naskoditi-ak-stati-volonterom-pid-cas-vijni/
- Волонтер в окупації: як зробити свій телефон безпечним: https://rubryka.com/article/yak-zrobyty-telefon-bezpechnym/
- Анна Бондаренко, керівниця Української волонтерської служби: «Важливо переорієнтувати всіх волонтерів із “гасіння пожеж” на системну, щоденну роботу із наближення перемоги»: https://cs.detector.media/community/texts/184862/2022-06-29-anna-bondarenko-kerivnytsya-ukrainskoi-volonterskoi-sluzhby-vazhlyvo-pereoriientuvaty-vsikh-volonteriv-iz-gasinnya-pozhezh-na-systemnu-shchodennu-robotu-iz-nablyzhennya-peremogy/
- Донати на ЗСУ не роблять вас волонтером. Але цього можна навчитися. Дорожня карта від Української Волонтерської Служби: https://shotam.info/donaty-na-zsu-ne-robliat-vas-volonterom-ale-tsomu-mozhna-navchytysia-dorozhnia-karta-vid-ukrainskoi-volonterskoi-sluzhby/
- Філантропія незалежності. 32 організації, що вплинули на розвиток українського суспільства: https://happymonday.ua/specproject/filantropiya-nezalezhnosti-ukrainy
- У кожного волонтера є своя баба Віра: історія харківʼян, які допомагають самотнім літнім людям: https://gwaramedia.com/u-kozhnogo-volontera-ie-svoya-baba-vira-istoriya-harkiv-yan-yaki-dopomagayut-samotnim-litnim-lyudyam/
- Взаємодопомога як спосіб життя: що потрібно знати про волонтерство: https://givingtuesday.org.ua/blog/vzayemodopomoga-yak-sposib-zhyttya-shho-potribno-znaty-pro-volonterstvo/
- Як «Українська Волонтерська Служба» допомагає самотнім стареньким на прифронтових територіях: https://www.prostir.ua/?news=yak-ukrajinska-volonterska-sluzhba-dopomahaje-samotnim-starenkym-na-pryfrontovyh-terytoriyah
- Вік не має значення. Як сотні українців стають "телефонними" друзями незнайомцям: https://life.liga.net/poyasnennya/article/vozrast-ne-imeet-znacheniya-kak-ukraintsy-stanovyatsya-telefonnymi-druzyami-neznakomtsa